# Vilém (olomoucký biskup)
Vilém byl olomoucký biskup zvolený roku 1241.

## Životopis
Po smrti biskupa Roberta zvolili roku 1241 děkan Jan a kanovníci v olomoucké kapitule svého spolubratra a opavského arciděkana Viléma novým olomouckým biskupem. Český král Václav I. se však proti této volbě postavil a olomoucké diecézi násilně vnutil Konráda z Friedbergu. Za tímto kanovníkem stál mohučský arcibiskup Siegfried. 
Děkan Jan a kanovníci, kteří hájili právo svobodné volby olomouckých biskupů, strávili téměř tři roky ve vyhnanství. Svou při předložili římské kurii, kde vedli proti Konrádovi proces. Papežská kurie nakonec nalezla kompromis a na olomoucký biskupský stolec dosadila Bruna ze Schauenburku. Vilém rezignoval dne 20. září 1245 do rukou papeže Inocence IV.